# Víctor R. Celis Maturana
Víctor R. Celis Maturana (San Vicente, 24 de octubre de 1880-Santiago, 29 de agosto de 1945) fue un abogado, periodista y político chileno, militante del Partido Radical (PR). Durante su trayectoria política se desempeñó como diputado, senador y ministro de Hacienda del primer gobierno del presidente Arturo Alessandri.

## Biografía

### Primeros años y familia
Nació en San Vicente, comuna de Tagua-Tagua, el 24 de octubre de 1880, hijo de Manuel Antonio Celis Salas y Felícitas Maturana Ramírez. Era hermano del también diputado Armando Celis Maturana.
Se casó en 1907 con Zulema Riveros Mardones con quien tuvo dos hijos, Víctor y Raúl. Enviudó y se casó nuevamente en 1916 con su cuñada, María Riveros Mardones con quien tuvo cuatro hijos: Mario, María Luisa, Marta y Marcial. Es bisabuelo del diputado Andrés Celis.

### Estudios y vida laboral
Realizó sus estudios primarios en el Liceo de Rengo, en el Instituto Nacional, y los secundarios en el Instituto Pedagógico de la Universidad de Chile donde obtuvo el grado de bachiller en humanidades el 6 de noviembre de 1899 y de profesor de castellano y francés en 1903. Continuó los superiores en la carrera de derecho en la Universidad de Chile, jurando como abogado en 1923. Su tesis trató sobre Los ingresos ordinarios del Estado.
Se dedicó al comercio y en 1939 fue director del Laboratorio Beta S.A. Por otra parte, fue docente de castellano y francés en el Liceo de San Felipe entre 1904 y 1910. Regresó a Santiago en 1910 y desempeñó la clase de francés en el Internado Nacional Barros Arana (INBA) y luego en el Liceo de Aplicación y en la Escuela Militar. Fue inspector del Instituto Nacional.
En su faceta periodística, colaboró en los periódicos Pluma y Pincel, La Ilustración, La Lira Chilena y La Razón, entre otros. También fue autor de Don Diego Barros Arana y la instrucción pública en Chile y, Uso de las antologías en la enseñanza de la historia literaria.

## Trayectoria política
Militante del Partido Radical (PR), figuró en casi todos los puestos directivos, desde asambleísta hasta presidente comunal en 1915. También fue vicepresidente y presidente de la Asamblea entre 1919 y 1922 y figuró como socio de todos los clubes radicales de Santiago.
En las elecciones parlamentarias de 1918, fue candidato a diputado por Santiago, resultando electo por el periodo 1918-1921. Integró la Comisión Permanente de Elecciones y la de Instrucción Pública.
Terminado su periodo como diputado, se desempeñó como ministro de Hacienda en el gobierno del presidente Arturo Alessandri Palma desde el 17 de agosto de 1921 hasta noviembre del mismo año. Simultáneamente, asumió la cartera de Justicia e Instrucción Pública como subrogante (s), entre el 17 de agosto de 1921 y el 23 de agosto del mismo año.
Luego de su paso ministerial, se presentó como candidato en las elecciones parlamentarias de 1921, obteniendo su "reelección" como diputado por Santiago, por el periodo 1921-1924, fue presidente de la Cámara baja entre el 10 de julio de 1923 y el 5 de febrero de 1924. Integró la Comisión Permanente de Relaciones Exteriores y Colonización y la de Hacienda, de la cual fue su presidente.
Entre el 16 de marzo y el 14 de junio de 1923, fue nuevamente ministro de Hacienda del último año del gobierno de Arturo Alessandri.
En las parlamentarias de 1924, resultó elegido senador por Santiago, para el periodo 1924-1930. Integró y presidió la Comisión Permanente de Instrucción Pública y la de Estilo.
Sin embargo no pudo completar su periodo senatorial, luego de que el Congreso Nacional fuera disuelto el 11 de septiembre del mismo año 1924, por decreto de la Junta de Gobierno, establecida tras un golpe de Estado.
En 1924, también fue elegido consejero de las Logias Masónicas.
En 1932 fue subsecretario de Salud y vicepresidente de la Caja de Seguro Obrero en 1938. Sirvió además como Consejero del Gobierno en las Cajas de Empleados Municipales y en la Dirección de Aprovisionamiento del Estado (DAE).
Falleció en Santiago, el 29 de agosto de 1945.